# فاجنتو
 فودونتو  (بالإنجليزية: Fuduntu)‏ هي توزيعة لينكس معتمدة على فيدورا, أنشأها اندرو وايت. هي مصممة لتجمع ما بين فيدورا واوبنتو, ومن هنا ظهر اسمها  (حروف من اسم اوبنتو وحروف أخرى من اسم فيدورا). وبينما أحدهما مناسبة لأجهزة النت بوك, والأخرى تناسب أكثر أجهزة الكمبيوتر المحمولة. لكن فودونتو فهو نظام تشغيل للأغراض العامة.

## تاريخ الإصدارات
الجدول التالي يعرض إصدارات فودونتو:
| سنة-شهر-يوم | أرقام الإصدارات الرسميl |
| ----------- | ----------------------- |
| 2010-11-07  | 14.0.8                  |
| 2010-11-25  | 14.5                    |
| 2010-12-06  | 14.6                    |
| 2010-12-10  | 14.7                    |
| 2010-12-18  | 14.7-2                  |
| 2010-12-21  | 14.7-3                  |
| 2011-01-05  | 14.7-7                  |
| 2011-01-07  | 14.8                    |
| 2011-01-16  | 14.8-2                  |
| 2011-01-23  | 14.8-3                  |
| 2011-01-29  | 14.8-4                  |
| 2011-03-11  | 14.9                    |

## وصلات خارجية
- الصفحة الرئيسية لـ فاجنتو